# Liste des présidents du conseil départemental des Pyrénées-Atlantiques
Pour un article plus général, voir Conseil départemental des Pyrénées-Atlantiques.
L'actuel président du conseil départemental (anciennement conseil général) des Pyrénées-Atlantiques est Jean-Jacques Lasserre (MoDem), en fonction depuis 2014.

## Liste des présidents du conseil général
| Nom         | Nom                                                           | Dates du mandat             | Notes |
| ----------- | ------------------------------------------------------------- | --------------------------- | --- |
| XIXe siècle |                                                               |                             | |
| .           | Martin Simon Duplàa                                           | Thermidor An VIII           | |
|             | Jean-Baptiste Danty des Antis                                 | Floréal An XI               | |
|             | Samson Péborde                                                | Floréal An XIII             | |
|             | Élie Hilarion de Bordenave d'Abère                            | janvier 1809 - août 1824    | 1er maire de Pau Baron d'Abères |
|             | Jean-Baptiste Delissalde                                      | août 1824 - août 1827       | |
|             | Joseph Claverie                                               | août 1827 - juin 1832       | |
|             | Pierre, Laurent, Barthélémy Saint-Cricq                       | juin 1832 - janvier 1833    | |
|             | Bertrand, Lucien, Marie Dartigaux                             | janvier 1833 - juillet 1833 | |
|             | Pierre, Laurent, Barthélémy Saint-Cricq                       | juillet 1833 - août 1838    | |
|             | Nicolas Lavielle                                              | août 1838 - août 1839       | Député des Basses-Pyrénées |
|             | Pierre, Laurent, Barthélémy Saint-Cricq                       | août 1839 - novembre 1848   | |
|             | Joseph, Marie, Raymond, Nazaire Nogué                         | novembre 1848 - août 1849   | |
|             | Lysis, Baure, Pierre de Laussat                               | août 1849 - août 1851       | |
|             | Marie, Jean, Pierre, Pie dit Frédéric Dombidau de Crouzeilhes | août 1851 - août 1861       | |
|             | Auguste Dariste                                               | août 1861 - novembre 1870   | Député des Basses-Pyrénées |
|             | Adolphe Daguenet                                              | 1870 - 1883                 | Député des Basses-Pyrénées (1836 - 1848) et (1871 - 1876) Sénateur des Basses-Pyrénées (1876 - 1882)                                                               |
|             | Marcel Barthe                                                 | 1883 - 1889                 | Député des Basses-Pyrénées (1848 - 1849), (1871 - 1877) et (1878 - 1882) Sénateur des Basses-Pyrénées (1882 - 1900)                                                |
|             | Émile Garet                                                   | 1889 - 1904                 | Conseiller municipal de Pau (1865 - 1892) Député des Basses-Pyrénées (1882 - 1885)                                                                                 |
| XXe siècle  |                                                               |                             | |
|             | Louis Barthou                                                 | 1904 - 1934                 | Président du Conseil des ministres (1913) Ministre de la Justice Ministre français des Affaires étrangères Ministre des Travaux publics, des postes et télégraphes |
|             | Léon Bérard                                                   | 1934 - 1940                 | Sous-secrétaire d'État aux Beaux-Arts Ministre de l'Instruction publique et des Beaux-Arts Ministre de la Justice                                                  |
|             | Henri Lapuyade                                                | 1945 - 1949                 | Maire de Pau (1944 - 1947) |
|             | Louis Inchauspé                                               | 1949 - 1960                 | |

### Depuis 1960
| Période                            | Période                      | Identité                     | Étiquette                    | Étiquette                    | Qualité |
| Président du conseil général       | Président du conseil général | Président du conseil général | Président du conseil général | Président du conseil général | Président du conseil général |
| ---------------------------------- | ---------------------------- | ---------------------------- | ---------------------------- | ---------------------------- | --- |
| 1960                               | 1964                         | Jean-Louis Tinaud            |                              | MRP                          | Député des Basses-Pyrénées (1945 → 1951) Sénateur des Basses-Pyrénées (1951 → 1969) Secrétaire d'État auprès du ministre d'État chargé des relations avec le Parlement (1969 → 1972) Représentant de la France aux Nations unies (1963 → 1968) |
| 1964                               | 1976                         | Pierre de Chevigné           |                              | MRP puis CD                  | Maire d'Abitain (1935 → 1940) et (1945 → 1965) Ministre de la Défense nationale et des Forces armées (1958) Secrétaire d'État à la Guerre (1951 → 1954)                                                                                        |
| 1976                               | 1985                         | Franz Duboscq                |                              | RPR                          | Député (1968 → 1973) Sénateur (1983 → 1992) |
| 1985                               | mars 1992                    | Henri Grenet                 |                              | UDF                          | Maire de Bayonne (1959 → 1995) Député (1962 → 1967) |
| mars 1992                          | mars 2001                    | François Bayrou              |                              | UDF                          | Député (1986 → 1993, 1997 → 1999, 2002 → 2012) Ministre de l'Éducation Nationale (1993 → 1997) Député européen (1999 → 2002) Maire de Pau (2014 → en fonction) Ministre de la Justice (2017)                                                   |
| mars 2001                          | mars 2008                    | Jean-Jacques Lasserre        |                              | UDF puis Modem               | Maire de Bidache (1995 → 2001) Conseiller régional d'Aquitaine (1986 → 2011) Président du Conseil des élus du Pays basque (1995 → 2001) |
| mars 2008                          | mars 2011                    | Jean Castaings               |                              | UMP                          | Maire d'Urt (1983 → 2008) |
| mars 2011                          | avril 2015                   | Georges Labazée              |                              | PS                           | Député (1981 → 1986) Sénateur (2011 → 2017) |
| Président du conseil départemental |                              |                              |                              |                              | |
| avril 2015                         | En cours                     | Jean-Jacques Lasserre        |                              | MoDem                        | cf supra |